# Costa do Marfim nos Jogos Paralímpicos de Verão de 2004
Costa do Marfim participou dos Jogos Paralímpicos de Verão de 2004, que foram realizados na cidade de Atenas, na Grécia, entre os dias 17 e 28 de setembro de 2004. A delegação não conquistou nenhuma medalha nesta edição das Paralimpíadas.